# Paul Knufinke
Paul Heinrich Knufinke (* 22. Juli 1932 in Lemgo; † 18. April 2012 in Essen) war ein deutscher Markscheider.

## Leben
Paul Knufinke studierte an der RWTH Aachen Markscheidewesen. 1955 wurde er Mitglied des Corps Marko-Guestphalia Aachen. Nach Abschluss des Studiums war er zunächst als Markscheider in der Industrie tätig. Er unterrichtete in Bochum das Fach Markscheidewesen an der Bergfachschule und der Fachhochschule Bergbau. 1977 wurde er an der Fakultät für Bergbau und Hüttenwesen der RWTH Aachen zum Dr.-Ing. promoviert. 1988 erhielt er einen Ruf auf den Lehrstuhl für Markscheidewesen der RWTH Aachen und wurde zum Leiter des Instituts für Markscheidewesen, Bergschadenkunde und Geophysik im Bergbau ernannt. 1997 wurde er emeritiert.
Knufinkes Arbeiten in der markscheiderischen Instrumentenkunde und Bergschadenkunde gelten als grundlegend. Er verfasste das Lehrbuch Allgemeine Vermessungs- und Markscheidekunde.

## Schriften
- Untersuchungen zur Entwicklung und zum Bau eines Spiegelkollimators großer Brennweite für die Überprüfung selbsthorizontierender Bauelemente in geodätischen Instrumenten, 1977
- Allgemeine Vermessungs- und Markscheidekunde, 1999